# Sewardita
La sewardita és un mineral de la classe dels fosfats, que pertany al grup de la carminita. Rep el nom en honor de Terry Maxwell Seward (1940-), geoquímic canadenc, professor de Geoquímica a l'Institut per a la mineralogia i petrografia, ETH (Institut Federal de Tecnologia Suïssa), de Zúric (Suïssa).

## Característiques
La sewardita és un arsenat de fórmula química CaFe³⁺₂(AsO₄)₂(OH)₂. Cristal·litza en el sistema ortoròmbic.
Segons la classificació de Nickel-Strunz, la sewardita pertany a «08.BH: Fosfats, etc. amb anions addicionals, sense H₂O, amb cations de mida mitjana i gran, (OH, etc.):RO₄ = 1:1» juntament amb els següents minerals: thadeuïta, durangita, isokita, lacroixita, maxwellita, panasqueiraïta, tilasita, drugmanita, bjarebyita, cirrolita, kulanita, penikisita, perloffita, johntomaïta, bertossaïta, palermoïta, carminita, adelita, arsendescloizita, austinita, cobaltaustinita, conicalcita, duftita, gabrielsonita, nickelaustinita, tangeïta, gottlobita, hermannroseïta, čechita, descloizita, mottramita, pirobelonita, bayldonita, vesignieïta, paganoïta, jagowerita, carlgieseckeïta-(Nd), attakolita i leningradita.

## Formació i jaciments
Va ser descoberta a la mina Tsumeb, situada a la localitat de Tsumeb, a la regió d'Otjikoto, Namíbia. També ha estat descrita a Mèxic, França i Grècia.